# Jean-Marie-Rodrigue Villeneuve
Jean-Marie-Rodrigue Villeneuve, OMI (Montreal, 2 de novembro de 1883 - Alhambra, 17 de janeiro de 1947) foi Arcebispo de Quebec.

## Biografia

### Educação e ordenação
Jean-Marie-Rodrigue Villeneuve nasceu em Montreal, um dos três filhos de Rodrigue Villeneuve (um sapateiro) e Louise Lalonde. Ele completou seus estudos secundários em Mont-Saint-Louis, de onde obteve um diploma em ciência e comércio, em 1900. Após lecionar em uma escola em Dorval, Villeneuve entrou para os Missionários Oblatos de Maria Imaculada em 14 de agosto de 1901, em Lachine. Ele professou seus votos finais em 8 de setembro de 1903 e foi ordenado ao sacerdócio pelo Arcebispo Joseph-Thomas Duhamel em 25 de maio de 1907. Enquanto cursava doutorado na Universidade de Ottawa, Villeneuve lecionou filosofia (1907–1913) e teologia moral (1913–1920) no Escolasticado Oblato em Ottawa. Ele também atuou como professor de direito canônico, liturgia, espiritualidade e história eclesiástica, e como reitor de Teologia no Escolasticado.

### Professor
Da Universidade de Ottawa, ele obteve um doutorado em filosofia (1919), doutorado em teologia (1922) e doutorado em direito canônico (1930). Villeneuve fundou a Escola de Estudos Eclesiásticos Superiores, onde foi nomeado professor titular de direito canônico, em 1928. Em 1929, ele retornou à Universidade de Ottawa, desta vez para chefiar a Faculdade de Direito Canônico. Ele foi ativo em sindicatos, direitos civis e contribuiu para Le Droit.

### Bispo e Arcebispo
Em 3 de julho de 1930, Villeneuve foi nomeado o primeiro Bispo de Gravelbourg pelo Papa Pio XI. Ele recebeu sua consagração episcopal no dia 11 de setembro seguinte do Arcebispo de Quebec, Joseph-Guillaume-Laurent Forbes, com os Bispos Louis Rhéaume, OMI, e Joseph Guy, OMI, servindo como co-consagradores, na Catedral de Ottawa. Villeneuve foi promovido a Arcebispo Metropolitano de Quebec em 11 de dezembro de 1931.

### Cardeal
Pio XI criou -o Cardeal-Sacerdote de Santa Maria dos Anjos no consistório de 13 de março de 1933. Comentando sua elevação, Villeneuve disse: "Não me sinto nada digno, mas o Soberano Pontífice me chama e eu vou". O primaz canadense foi um dos cardeais eleitores que participaram do Conclave de 1939, no qual ele próprio foi considerado papável, que selecionou o Papa Pio XII.

### Vida posterior e morte
Villeneuve foi acometido por um ataque cardíaco em 7 de julho de 1946, enquanto retornava de Île-à-la-Crosse , onde havia participado das comemorações do centenário de sua ordem. Após ser hospitalizado no Hôtel-Dieu de Québec, ele deixou Quebec para os Estados Unidos, especificamente para o Hospital Misericordia em Manhattan, no dia 4 de outubro seguinte para tratamento médico, tendo ainda outra crise em 14 de outubro.
Buscando um clima mais ameno, ele chegou a um convento em Alhambra, Califórnia , em 14 de janeiro de 1947. Três dias depois, o cardeal parou seu secretário particular durante o início da missa deste último, sentindo que sua morte era iminente. Ele morreu em menos de uma hora, às 7h50, aos 63 anos.
Após o retorno de seu corpo ao Canadá, as bandeiras foram colocadas a meio mastro. Em 24 de janeiro, o cardeal James Charles McGuigan celebrou sua missa fúnebre, na qual, de acordo com o testamento de Villeneuve, não houve elogio fúnebre, mas apenas música gregoriana. Ele está enterrado na Catedral de Notre-Dame de Québec.

## Ligação Externa
- Cheney, David M. Catholic Hierarchy.html «bishop» Verifique valor |url= (ajuda) (em inglês). Catholic-Hierarchy.org
- Biografie Son Éminence Jean-Marie Rodrigue Villeneuve